# Souleyman Sané
Souleymane Sané, född 26 februari 1961 i Dakar, är en senegalesisk före detta fotbollsspelare. Han är far till Leroy Sané, även han fotbollsspelare.

## Karriär
Sané skrev sitt första proffskontrakt med SC Freiburg 1985. Där vann han skytteligan i 2. Bundesliga 1987/88 med 21 mål. Han skrev då på för FC Nürnberg och senare spelade han även för Wattenscheid 09 i Bundesliga, och var en av de första mörkhyade spelarna i ligan.
1994 gick Sané till Tirol Innsbruck, där han vann skytteligan i Österrikiska Bundesliga under sin första säsong. Han spelade även i Lausanne där han var med om att vinna Schweiziska cupen 1998.
För Senegals landslag gjorde Sané 55 landskamper och var med i Afrikanska mästerskapet 1992 och 1994.

## Meriter
Lausanne
- Schweiziska cupen: 1998

Individuellt
- Skytteligavinnare i 2. Bundesliga: 1988
- Skytteligavinnare i Österrikiska Bundesliga: 1995